# فيكتور غولدشميت
فيكتور غولدشميت (بالألمانية: Victor Moritz Goldschmidt) هو عالم معادن نرويجي الأصل ولد في مدينة زيورخ السويسرية وعاش في الفترة ما بين 27 كانون الثاني/يناير 1888 و20 آذار/مارس 1947، ويعد مع فلاديمير فرنادسكي المؤسس الحقيقي لعلم الجيوكيمياء الحديث.
قام فيكتور غولدشميت بتصنيف العناصر الكيميائية جيولوجياً بتصنيف سمي لاحقاً تصنيف غولدشميت.
كان فيكتور غولدشميت عضواً أجنبياً في الجمعية الملكية.

## اقرأ أيضاً
- تصنيف غولدشميت
- جيوكيمياء

## روابط خارجية
- فيكتور غولدشميت على موقع الموسوعة البريطانية (الإنجليزية)